# 방글라데시 여자 축구 국가대표팀
방글라데시 여자 축구 국가대표팀은 방글라데시를 대표하는 여자 축구 대표팀으로 방글라데시 축구 연맹에서 관리한다. 2010년 1월 29일 네팔과의 첫 국제 경기에서 0-1로 패했으며 아직까지 FIFA 여자 월드컵, 하계 올림픽, 아시안 게임 본선 출전 경험은 없지만 남아시아 내의 대회에서만큼은 좋은 성적을 거두고 있다.

## 국제 대회 경력

### AFC 여자 아시안컵
2026년 AFC 여자 아시안컵 예선에서 3전 전승·C조 1위로 사상 첫 여자 아시안컵 본선이자 1980년 AFC 아시안컵에 처음이자 마지막으로 출전했던 남자 대표팀 이후 무려 46년만에 아시안컵 본선 무대를 밟게 되었다.

### SAFF 여자 챔피언십
2010년부터 2024년까지 모든 대회에 출전하여 이 가운데 2022년 대회와 2024년 대회에서 우승컵을 들어올렸고 2016년 대회에서는 준우승을 차지하는 등 7번의 대회 중 6번의 대회에서 4강 이상의 성적을 거두었다.

### 남아시아 경기 대회
2010년과 2016년 대회에 출전하여 2번의 대회에서 모두 동메달을 차지하면서 남아시아 경기 대회 역대 최고 성적을 기록했다.

## 성적

### FIFA 여자 월드컵
- 1991년 ~ 2011년: 불참
- 2015년: 예선 탈락
- 2019년: 불참
- 2023년: 예선 탈락

### AFC 여자 아시안컵
- 1975년 ~ 2010년: 불참
- 2014년: 예선 탈락
- 2018년: 불참
- 2022년: 예선 탈락
- 2026년: 본선 진출

### SAFF 여자 챔피언십
- 2010년: 4강
- 2012년: 조별리그
- 2014년: 4강
- 2016년: 준우승
- 2019년: 4강
- 2022년 : 우승

### 남아시아 경기 대회
- 2010년: 동메달
- 2016년: 동메달

## 같이 보기
- 방글라데시 축구 국가대표팀